# Матюшин, Николай Иванович
 Николай Иванович Матюшин  (09.05.1902 — 15.12.1965) — советский военачальник, участник Гражданской войны, Советско-финляндской войны (1939—1940), Великой Отечественной войны, генерал-майор танковых войск (1944).

## Биография
Родился 9 мая 1902 года в рабочем посёлке Бежица Брянского уезда Орловской губернии (ныне Бежицкий район Брянска). Русский. Член ВКП(б) с 1919 года.
Окончил Военно-политическое училище (экстерном, 1925), Нормальную школу (экстерном, 1931), Высшие образовательные курсы высшего комсостава Ленинградского ВО (1934), Особые курсы ГПУ при Военной Академии имени М. В. Фрунзе (1943).

### Служба в армии
В РККА с февраля 1919 года.
С ноября 1919 года политбоец 22-го Воронежского кавалерийского полка 4-й кавалерийской дивизии 1-й конной армии.
С 1921 года военком эскадрона и полка 4-й кавалерийской дивизии 1-й конной армии.
С 1926 года инструктор политотдела и военком 2-й артиллерийской дивизии Ленинградского ВО.
С 1928 года старший инструктор политуправления Ленинградского ВО.
С 1932 года заместитель начальник политотдела, начальник политотдела 31-й механизированной бригады.
С 1935 года военный комиссар 9-й механизированной бригады (с 1938 года — 18-й легкотанковой бригады). Заместитель командира 19-й механизированной бригады по политической части.
С 1939 года военный комиссар Ленинградских Краснознамённых броне-танковых курсов усовершенствования командного состава РККА.
С января 1940 года заместитель по политической части отделения слушателей Ленинградских Краснознамённых броне-танковых курсов усовершенствования командного состава РККА.
С марта 1940 года начальник политотдела 1-й танковой дивизии.

### В Великую Отечественную войну
Начало Великой Отечественной войны встретил в прежней должности, как начальник политодела 1-й танковой дивизии.
С декабря 1941 года начальник отдела по работе в танковых войсках Политуправления Ленинградского фронта.
С 20 ноября 1941 года по 3 марта 1942 года военный комиссар 125-й танковой бригады.
С марта 1942 года ЧВС гвардейских миномётных частей Брянского фронта. Тяжело ранен 4 июля 1942 года (закрытый перелом левого бедра и общая контузия правой конечности).
С июля 1943 года по январь 1943 года находился на излечении в эвакогоспиталь № 1649 в городе Пенза.
С 24 марта по 16 июня 1943 года заместитель командира 4-го гвардейского механизированного корпуса по политической части.
С 16 июня по 2 августа 1943 года. начальник политотдела 4-го гвардейского механизированного корпуса.
С августа по ноябрь 1943 года — слушатель особых курсов Главного политуправления при Военной Академии имени М. В. Фрунзе.
С 12 ноября 1943 по 27 октября 1944 года начальник политотдела 2-й танковой армии.
С 17 марта 1944 года врид ЧВС 2-й танковой армии.
С декабря 1944 года начальник политотдела и заместитель начальника Украинского танкового военного лагеря по политической части.

### После войны
С декабря 1945 года заместитель командующего УК БТ и МВ Киевского ВО по политической части.
Приказом МВО № 1973 от 19.09.1947 года уволен в запас по ст. 43 (по болезни).
Умер 15 декабря 1965 года. Похоронен в Санкт-Петербурге на Богословском кладбище.

## Награды
- Орден Ленина (21.02.1945)[7];
- Орден Красного Знамени, трижды: (15.03.1943)[8], (28.03.1944)[9], (03.11.1944)[10];
- Орден Отечественной войны I степени, дважды: (21.06.1944)[11][12], (06.04.1945)[13];
- Медаль XX лет РККА, (1938)[3];
- Медаль «За оборону Ленинграда» (1944)[14];
- Медаль «В ознаменование 100-летия со дня рождения Владимира Ильича Ленина» (6 апреля 1970);
- Медаль «За победу над Германией в Великой Отечественной войне 1941—1945 гг.», 9 мая 1945 года[15];
- Юбилейная медаль «Двадцать лет Победы в Великой Отечественной войне 1941—1945 гг.» (7 мая 1965[16]);
- Юбилейная медаль «30 лет Советской Армии и Флота»;
- Юбилейная медаль «40 лет Вооружённых Сил СССР»;
- Юбилейная медаль «50 лет Вооружённых Сил СССР»;

## Воинские звания
- полковой комиссар[4],
- полковник[4],
- генерал-майор танковых войск (Постановление СНК СССР № 933 от 28.07.1944)[4]

## Память
- В Санкт-Петербурге на Богословском кладбище установлен надгробный памятник[17].
- Имя воина увековечено в Главном Храме Вооружённых сил России и на мемориале «Дорога памяти»[18].